# Martin Burgi
Martin Burgi (* 18. Januar 1964 in Ulm) ist ein deutscher Rechtswissenschaftler und Staatsrechtslehrer.

## Leben
Martin Burgi absolvierte sein Studium der Rechtswissenschaften an der Universität Konstanz – allerdings nicht, wie für Juristen in Deutschland üblich, mit Erstem Staatsexamen, sondern im Rahmen der sogenannten einstufigen Juristenausbildung, einer verkürzten Ausbildung. 1989 wurde er dann Rechtsassessor bei dem Landesjustizprüfungsamt Baden-Württemberg in Stuttgart. Im Jahre 1993 wurde er mit seiner Dissertation mit dem Thema „Erholung in freier Natur – Erholungssuchende als Adressaten staatlichen Umweltschutzes vor dem Hintergrund von Gemeingebrauch, Betretungsrecht und Grundrecht“ an der Universität Konstanz zum Dr. jur. promoviert. 1998 folgte sodann die Habilitation mit einer Schrift zum Thema „Funktionale Privatisierung und Verwaltungshilfe. Staatsaufgabendogmatik – Phänomenologie – Verfassungsrecht“.
Im Rahmen der Habilitation erhielt Martin Burgi die Lehrbefugnis für die Fächer Staatsrecht, Verwaltungsrecht und Europarecht. Danach übernahm er im Sommersemester 1998 sowie im Wintersemester 1998/1999 Lehrstuhlvertretungen an der Ruprecht-Karls-Universität Heidelberg und im Sommersemester 1999 an der Ruhr-Universität Bochum, wo er am 20. Juli 1999 zum Universitätsprofessor und Inhaber eines Lehrstuhls für Deutsches und Europäisches Öffentliches Recht an der Juristischen Fakultät ernannt wurde. Am 25. Juli 2004 lehnte Martin Burgi einen Ruf auf die C4-Professur „Öffentliches Recht“ an der Universität Konstanz ab.
Am 1. Januar 2004 gründete er die Forschungsstelle für Verwaltungsrechtsmodernisierung und Vergaberecht (FVV), die heute an der Ludwig-Maximilians-Universität München angesiedelt ist. Im Herbst 2007 wurde Martin Burgi Research Fellow an der Law School der George-Washington-University in Washington D.C. Im März 2012 nahm er dort eine Gastprofessur wahr. Von Oktober 2008 bis September 2010 war er Dekan der Juristischen Fakultät der Ruhr-Universität Bochum. Seit 1. Oktober 2012 ist Burgi Inhaber des Lehrstuhls für Öffentliches Recht, Wirtschaftsverwaltungsrecht und Sozialrecht an der Ludwig-Maximilians-Universität München als Nachfolger von Hans-Jürgen Papier.

## Forschungsschwerpunkte
Die Forschungsschwerpunkte von Martin Burgi liegen im Öffentlichen Wirtschaftsrecht (einschließlich Gesundheitswirtschaft), im Energie- und Umweltrecht, in der Verwaltungsrechtsmodernisierung sowie im Kommunalrecht; in diesen Gebieten publiziert er und hält Vorträge. Daneben kommentiert er das Grundgesetz und den AEU-Vertrag.

## Ämter und Mitgliedschaften (Auswahl)
Unter anderem war Martin Burgi benannter Sachverständiger der Kommission von Bundestag und Bundesrat zur Modernisierung der Bund-Länder-Finanzbeziehungen (kurz: Föderalismusreform II). Seit 2008 ist er gewähltes Mitglied des Fachkollegiums „Rechtswissenschaft“ bei der Deutschen Forschungsgemeinschaft, 2012 wiedergewählt für vier Jahre.
Er ist Mitglied der Vereinigung der Deutschen Staatsrechtslehrer, wo er drei Jahre lang Sprecher des Gesprächskreises „Verwaltung“ war. In den Jahren 2014 und 2016 war er Vorsitzender der Vereinigung.
Außerdem ist er Mitglied des Deutschen Juristentages. Ferner arbeitet er in den Kuratorien des Freiherr-vom-Stein-Instituts an der Universität Münster und des Instituts für Berg- und Energierecht an der Universität Bochum mit. Seit Oktober 2014 ist er Vorsitzender des Wissenschaftlichen Beirats des Forum Vergabe e.V. Seit 2017 ist er Beratender Direktor am Ludwig-Fröhler-Institut für Handwerkswissenschaften in München.

## Schüler
Bei Martin Burgi habilitierte sich im Jahr 2020 Christoph Krönke (Universitätsprofessor an der Wirtschaftsuniversität Wien).

## Schriften (Auswahl)

### Monographien
- Erholung in freier Natur. Erholungsuchende als Adressaten staatlichen Umweltschutzes vor dem Hintergrund von Gemeingebrauch, Betretungsrecht und Grundrecht. Duncker & Humblot, Berlin 1993, ISBN 978-3-428-07854-7 (Dissertation).
- Funktionale Privatisierung und Verwaltungshilfe. Staatsaufgabendogmatik – Phänomenologie – Verfassungsrecht (= Jus publicum. Bd. 37). Mohr Siebeck, Tübingen 1999, ISBN 978-3-16-147172-8 (Habilitationsschrift).
- Kommunalrecht. C.H. Beck, München, 6. Auflage 2019, ISBN 978-3-406-73314-7.
- Vergaberecht. Systematische Erläuterung für Praxis und Ausbildung, C.H. Beck, München, 3. Auflage 2021, ISBN 978-3-406-76781-4.

### Beiträge
- Art. 86 GG "Bundeseigene Verwaltung" und Art. 87 GG "Gegenstände der bundeseigenen Verwaltung". In: Hermann von Mangoldt, Friedrich Klein, Christian Starck (Hrsg.): Kommentar zum Grundgesetz, Band 3, C.H. Beck, München, 7. Auflage 2018, ISBN 978-3-406-71200-5.
- § 75 Privatisierung. In: Josef Isensee, Paul Kirchhof (Hrsg.): Handbuch des Staatsrechts, Band IV, C.F. Müller, Heidelberg, 3. Auflage 2006.
- Verwaltungsorganisationsrecht. In: Dirk Ehlers, Hermann Pünder (Hrsg.): Allgemeines Verwaltungsrecht. De Gruyter, Berlin/Boston, 15. Auflage 2016, ISBN 978-3-11-036835-2.
- Art. 12 Abs. 1 GG. In: Wolfgang Kahl, Christian Waldhoff, Christian Walter (Hrsg.): Bonner Kommentar zum Grundgesetz, C.F. Müller, Heidelberg, 196. Aktualisierung Februar 2019, ISBN 978-3-8114-1053-4.
- mit Daniel Wolff: Art. 12 Abs. 2 und Abs. 3 GG. In: Wolfgang Kahl, Christian Waldhoff, Christian Walter (Hrsg.): Bonner Kommentar zum Grundgesetz, C.F. Müller, Heidelberg, 196. Aktualisierung Februar 2019, ISBN 978-3-8114-1053-4.